# ال‌وی‌جی سی. ۲
ال‌وی‌جی سی. ۲ (به انگلیسی: LVG_C.II) یک هواگرد ملخ‌پیشین تک‌موتوره از نوع شناسایی/بمب‌افکن سبک ساخت شرکت Luft-Verkehrs-Gesellschaft است. این هواگرد در سال ۱۹۱۵ میلادی رسماً معرفی گردید. در مجموع، تعداد ۳۰۰ فروند از این هواگرد ساخته شده‌است.